# Elezioni legislative in Francia del 1798
Le elezioni legislative in Francia del 1798 si tennero dal 20 al 29 germinale anno VI (9 -18 aprile 1798), sotto il Direttorio, e videro il successo dei Montagnardi.

## Contesto
Dopo il colpo di stato del 18 fruttidoro anno V, che vide l'alleanza tra Termidoriani e Montagnardi, di fronte alla minaccia di una restaurazione monarchica, i realisti furono quasi completamente sconfitti.
Poco prima delle elezioni, i Montagnardi registrarono un'impennata nei consensi, che fece preoccupare i Termidoriani a tal punto da sciogliere l'alleanza e iniziare due campagne elettorali opposte.
Infatti, a partire da Frimaio, i dirigenti cominciano a preoccuparsi dell'impennata giacobina. Il 22 Nevoso anno VI (11 gennaio 1798), poi il 3 Ventoso, Pons de Verdun ha chiesto la riapertura delle liste elettorali, per includere i cittadini passivi che versano almeno tre giorni di contributi, nel quadro della sottoscrizione patriottica per la "discesa in Inghilterra  " - proposta infine respinta dal Consiglio degli Anziani sotto la pressione del Direttorio Esecutivo. Alla fine di febbraio 1798, quest'ultimo propendeva, ad eccezione di Barras, per la rottura dell'unione repubblicana. Allo stesso tempo, i suoi sostenitori si mobilitarono: il 27 febbraio, Benjamin Constant denunciò al circolo costituzionale parigino il “ rinascente babouvismo” in un discorso ampiamente ripreso dalla stampa governativa. Due settimane dopo, Jean-Marie Sotin de La Coindière, considerato troppo favorevole ai giacobini, fu sostituito da Nicolas Dondeau, vicino al potente Merlin de Douai. Questa evoluzione dei deputati alla direzione, della stampa parigina e del governo non si è tuttavia riflessa nelle province, a livello dei commissari del Direttorio, che hanno concentrato i loro attacchi contro la destra.
Grazie ai commissari incaricati del controllo delle frontiere, il Direttorio è riuscito a ottenere, a Ventoso, una fisionomia del panorama preelettorale francese. Questi osservatori clandestini gli rivelarono la portata del movimento giacobino: nonostante il voto del censimento , diversi dipartimenti furono conquistati dai montagnardi: Corrèze, Ardèche, Dordogna, Alti Pirenei, ecc. – e la necessità di fondi per sostenere i direttori. Per reazione, il 7 marzo il governo ha denunciato pubblicamente la collusione dei "realisti con le coccarde bianche" e dei "realisti con i berretti rossi",  cercato di spaventare i proprietari lanciando la minaccia babouvista, chiuso i club, arrestato i dirigenti, destituito gli indagati commissari e amministratori, chiuso i giornali e messo sotto assedio Lione, Saint-Étienne e Périgueux. Allo stesso tempo, furono inviate istruzioni ai commissari per favorire i candidati, stabilendo il sistema ufficiale di candidatura. Inoltre, di fronte alla minaccia di sconfitta per i termidoriani, Douai suggerì di provocare divisioni all'interno delle assemblee elettorali dominate dagli avversari del Direttorio, per fornire un argomento legale al Corpo Legislativo per invalidare le elezioni.
Tuttavia, questa svolta, che probabilmente sarebbe stata decisiva, avviene troppo tardi, causando la vittoria giacobina.

## Svolgimento
La partecipazione elettorale fu del 20%, rispetto al 23% nel 1797 e all'11,5% nel 1799. Questa massiccia astensione favorisce gli oppositori del Direttorio, che sono più mobilitati.
Secondo i suggerimenti di Merlin de Douai, numerose scissioni hanno interessato le assemblee giacobine. Se 4 delle “assemblee madri” (a differenza delle assemblee scisse) sono tenute dai realisti e alcune dal partito dei Termidoriani, la maggior parte è dominata dai montagnardi. Queste manovre sono favorite dalla durata delle operazioni elettorali, poiché i servizi del Ministero dell'Interno e del Direttorio sono quotidianamente informati dell'andamento delle assemblee.
I neo-giacobini vinsero nelle loro terre storiche dei Pirenei e del Massiccio Centrale, nelle Bocche del Rodano, nel Doubs, nella Sarthe e nella Senna, ovvero in una quarantina di dipartimenti. Cinque dipartimenti hanno optato per i realisti. Da parte loro, i registi hanno ottenuto buoni risultati nell'est, nell'ovest e nel margine orientale del Massiccio Centrale. D'altro canto, in molti dipartimenti le assemblee si sono dimostrate indecise.
Circa un terzo degli eletti sono repubblicani dichiarati, in particolare Luciano Bonaparte, Barère e Lindet. Nei consigli, su un totale di 807 rappresentanti, i gruppi sono ora distribuiti con una maggioranza montagnarda.

## Risultati
Grazie alla loro popolarità, i Montagnardi di Sinistra ottengono una schiacciante maggioranza qualificata con il 70,67% dei voti, cioè 118 deputati al Consiglio dei Cinquecento e 59 al Consiglio degli Anziani. Ciò portò il partito a detenere un totale di 118 seggi ai Cinquecento e 59 agli Anziani.
I Termidoriani di Centro/Centro-sinistra invece, riescono con fatica a ottenere il restante 29,33% e 49 deputati al Consiglio dei Cinquecento e 24 al Consiglio degli Anziani. Ciò portò il partito a detenere un totale di 192 seggi ai Cinquecento e 96 agli Anziani.
Nessun risultato per Ultrarealisti e Clichiani. Gli Ultrarealisti detengono intanto 19 seggi ai Cinquecento e 10 agli Anziani, i Clichiani 130 ai Cinquecento e 65 agli Anziani. A loro si aggiungono gli Indipendenti, 41 ai Cinquecento e 20 agli Anziani.
In conclusione le conseguenze dell'alleanza repubblicana del 1797 si erano rivelate fallimentari per i Termidoriani, ma molto favorevoli per i Montagnardi neo-giacobini.